# Рубежка (приток Касти)
Рубежка — река в России, протекает по территории Даниловского района Ярославской области между федеральной автомагистралью М8 «Москва — Архангельск» и железной дорогой Ярославль — Данилов; левый приток реки Касть.
В верхнем течении пересыхает.
Сельские населённые пункты около реки: Соркино, Волково, Починок, Дворянинцево, Жаденово, Хмельничное, Новенькое, Мичкулово.